# エドマンド・パードム
エドマンド・アンソニー・カトラー・パードム（Edmund Anthony Cutlar Purdom, 1924年12月19日 - 2009年1月1日）は、イギリス出身で、イタリアで活動した俳優。

## 略歴
1945年に舞台俳優としてデビュー。1951年から1952年にかけて、ブロードウェイで上演されたローレンス・オリヴィエとヴィヴィアン・リー主演の舞台、シェイクスピアの『アントニーとクレオパトラ』やジョージ・バーナード・ショーの『シーザーとクレオパトラ』に出演し、ハリウッドから注目された。
やがて映画にも出演するようになり、1953年の『タイタニックの最期』や『ジュリアス・シーザー』で端役を演じ、1954年の『皇太子の初恋』ではアン・ブライスの相手役に抜擢された。この役は当初予定されていたマリオ・ランツァが、監督と対立して降板したための代役であり、歌唱シーンではランツァの歌声にパードムがリップシンクをしている。
同じく1954年の『エジプト人』で主役の一人、ファラオの侍医役で名を挙げるが、これも当初予定されたマーロン・ブランドの代役であった。1955年には聖書劇『プロディガル』に主演し、同年の The King's Thief では再度アン・ブライスと共演するが、それ以降は出番が減っていった。
その後、仕事の場をイタリアへと移し、1957年以降は、ソード&サンダルやマカロニ・ウェスタンなどのいわゆるB級映画や、テレビ・ドラマなどに多く出演し、また、イタリア映画の外国向け英語版の吹き替え声優として永く活躍した。
生涯で4度結婚した。

## フィルモグラフィー
| 公開年 | 邦題 原題                                                      | 役名             | 備考 |
| ------ | -------------------------------------------------------------- | ---------------- | ---- |
| 1953   | ジュリアス・シーザー Julius Caesar                             |                  |      |
| 1954   | 皇太子の初恋 The Student Prince                                | カール・フランツ |      |
| 1954   | エジプト人 The Egyptian                                        | シヌヘ           |      |
| 1955   | プロディガル The Prodigal                                      | ミカ             |      |
| 1959   | エロデ大王 Erode il grande                                     | ヘロデ           |      |
| 1960   | コザック I cosacchi                                            |                  |      |
| 1960   | 復讐の血戦 La furia dei barbari                                |                  |      |
| 1964   | 黄色いロールスロイス The Yellow Rolls-Royce                    | ジョン・フェーン |      |
| 1972   | マフィア・コネクション La gran familia                         |                  |      |
| 1975   | ナイトチャイルド/悪魔のチェーンソー Il medaglione insanguinato |                  |      |
| 1976   | ザ・シシリアン/復讐の挽歌 I padroni della città                |                  |      |
| 1979   | 新ゴッドファーザー I contrabbandieri di Santa Lucia            |                  |      |
| 1982   | 世紀末戦士アトー/炎の聖剣 Ator l'invincibile                   |                  |      |
| 1985   | ドラキュラ一家・地上げのえじき Fracchia contro Dracula         |                  |      |